# Janusz Nowotarski
Janusz Nowotarski (ur. 19 lipca 1945 w Krakowie, zm. 23 lutego 2024 tamże) – polski muzyk jazzowy. Był klarnecistą, saksofonistą sopranowym, altowym i tenorowym oraz aranżerem muzycznym. 

## Życiorys
Jego kariera to ponad cztery dekady aktywności na scenie jako instrumentalista, lider, aranżer i członek wielu zespołów. Był twórcą, współtwórcą bądź członkiem takich formacji jak: Playing Family, Tropicale Thaiti Granda Banda, Swing Orchestra Cracow i Boba Jazz Band. Był związany z Krakowem, gdzie mieszkał i pracował zawodowo.